# Rio Baracu
O Rio Baracu é um rio da Romênia afluente do Rio Neajlov, localizado no distrito de Dâmboviţa.